# 九江郡
九江郡，是中国古代秦朝至三国的一个郡。后改为淮南郡。

## 历史
楚王負芻五年（前223年），秦灭楚。以楚地置郡，即有九江郡。为秦朝三十六郡之一。郡治在楚国旧都——寿春邑（寿春城遗址在今安徽省寿县）。辖境包括今安徽省、江苏省的长江北岸和江西全省，为九江郡历来范围最大之时:55，因此地有众多水泽而得名。
汉王四年（前203年），改九江郡为淮南国，英布为淮南王。汉朝正式建立后，诸郡“以秦郡太大，稍复开置”。汉高祖六年（前201年），析置豫章郡，即包括今“江西全省之地”。汉高祖十一年（前196年），汉高祖第七子刘长继为淮南王。汉文帝时，从原九江郡，析置衡山国（衡山郡）、庐江国（庐江郡），封刘长次子刘勃为衡山王，刘赐为庐江王。汉武帝元狩元年（前122年），淮南王刘安因涉嫌谋反自杀后，淮南国撤销，复称九江郡:55、56。元狩二年（前121年），析置六安国。
西汉时，经多次析置，九江郡范围大大缩小，只包括今天安徽省中部淮河以南、瓦埠湖流域以东、巢湖以北地区。东汉保留郡置。汉代扬州刺史部历个治所历阳县（今和县）、寿春、合肥都在郡内，成为扬州首郡。三国时期，曹魏嘉平初年，改九江为淮南郡。从此九江不再作为郡名存在。

## 行政区划
秦朝时九江郡至少有十三县，寿春县、曲阳县、灊县、历阳县、雩娄县、安丰县、舒县、阴陵县、东城县、钟离县、建阳县、六县、居巢县。
《汉书》所记，汉朝时户十五万五十二，口七十八万五百二十五，有陂官、湖官。县十五：寿春邑、浚遒、成德、橐皋、阴陵、历阳、当涂侯国、钟离、合肥、东城、博乡侯国、曲阳侯国、建阳、全椒、阜陵。
東漢章和元年（87年）因復設阜陵國（次郡級）且定都壽春，九江郡改治陰陵縣。永和五年（140年）含阜陵國，共戶89436，口432426，領陰陵、壽春、浚遒、成德、西曲陽、合肥侯國、歷陽侯國、當塗、全椒、鍾離侯國、阜陵、下蔡、平阿、義成等十四縣。建安十一年（206年）權臣曹操廢除阜陵等八個劉氏藩國，九江郡還治壽春縣。

## 太守
西汉
- 朱建
- 刘襄
- 张苍
- 某春
- 张释之
- 申屠臾
- 王嘉
- 马宫
- 房凤

东汉
- 梁统
- 宗均
- 玄贺
- 雍窦
- 丘腾，漢沖帝建康元年（144年）九月己未，丘騰有罪，知罪法深大，懷挾姦巧，稽留道路，下獄而死。
- 邓显
- 杨岑
- 鲁峻
- 费政
- 文穆
- 卢植
- 阳球
- 服虔
- 威某
- 荆修
- 刘邈
- 边让
- 芮祉
- 周昂
- 陈纪
- 武端
- 旗况

## 与九江市的关系
今天的江西省九江市，虽在秦置九江郡的范围内，但当时并未设县。而到西汉初年建县于此，称柴桑时，九江郡范围已经大幅北退，当中还有整个庐江郡。所以两者虽然名称相同，也曾非常短暂的出现统辖关系，但除此之外几乎毫无关系。九江市首次获得九江之名，要到明朝时改江州路为九江府，治德化（即今九江市），而在此之前的历史中出现的“九江”很少指今天江西省范围。